# Internet aesthetic
Une Internet aesthetic, également simplement appelée aesthetic, est un style d'art visuel, parfois accompagné d'un style de mode, d'une sous-culture ou d'un genre musical, qui provient généralement d'Internet ou qui en est popularisé. Tout au long des années 2010 et 2020, l'aesthetic en ligne a gagné en popularité, en particulier sur les plateformes de médias sociaux telles que Tumblr, Pinterest, Instagram et TikTok. Le terme aesthetic a été décrit comme étant totalement séparé de ses origines académiques et couramment utilisé comme adjectif.

## Définition
L'aesthetic d'Internet est caractérisée et identifiable par son style visuel. Sarah Spellings de Vogue déclare :
Au fil du temps, l'aesthetic a évolué d'un mot académique et quelque chose utilisé par les artistes et les auteurs à quelque chose pour catégoriser nos propres identités. Cela peut signifier à la fois un style personnel et un vague substitut à la beauté. 
Kaitlin Tiffany de The Atlantic a déclaré :
De nombreux noms pour l'aesthetic utilisent des suffixes en -core, qui, selon le Washington Post, provient du mot hardcore,,.

## Histoire
De nombreuses aesthetics ont été attribuées à l'origine sur Tumblr, notamment pour Dark academia, Cottagecore, Art Hoe, Coquette/Nymphet, et Weirdcore,,.
Aesthetics Wiki, un wiki hébergé sur Fandom, a souvent été cité pour sa grande base de données d'informations sur l'aesthetic en ligne,,,.
En 2022, Rebecca Jennings de Vox montre que plusieurs tendances TikTok relevaient d'une seule, la décrivant comme

## Exemples

### Soft Grunge/2014 Tumblr Girl
Initialement appelée soft grunge au début des années 2010, l'aesthetic "2014 Tumblr Girl" aurait gagné en popularité au début des années 2020, en particulier auprès des utilisateurs de TikTok dans un sens nostalgique. L'aesthetic comprend la musique d'artistes tels que Lana Del Rey, The 1975, Arctic Monkeys et la mode inspirée du grunge,,.

### Dark academia

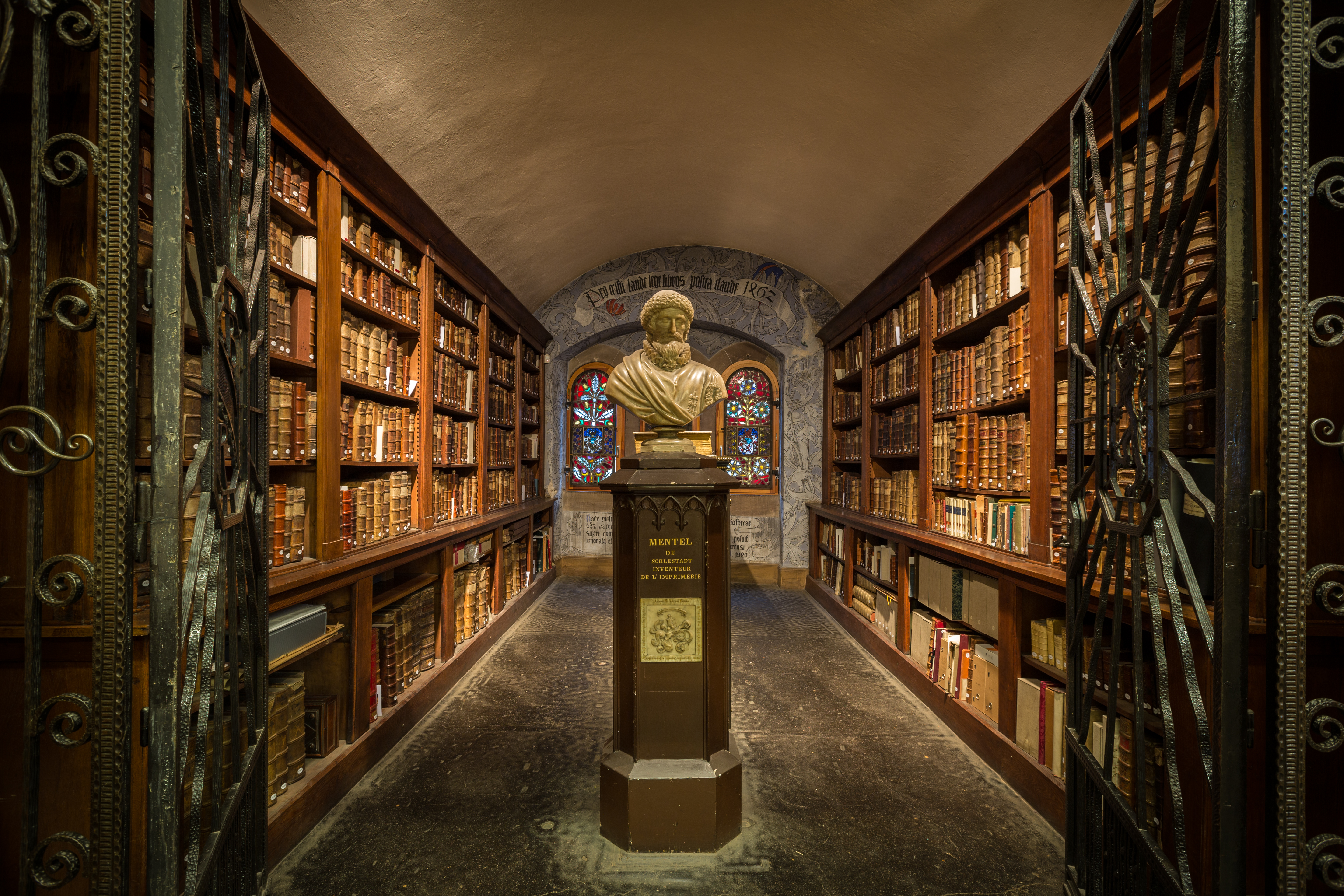
Dark academia

La Dark Academia est une aesthetic qui se concentre sur l'enseignement supérieur, en particulier au XIXe siècle et au début du XXe siècle, et l'architecture gothique, ainsi qu'une palette de couleurs sombres. Selon The INSIDER, l'aesthetic remonte à 2014 sur Tumblr, puis s'est popularisée en 2020 lors de la pandémie de COVID-19, en particulier sur TikTok et Instagram. Kristen Bateman du New York Times déclare : « Bien qu'on ne sache pas exactement comment et où a commencé Dark Academia, de nombreux utilisateurs l'ont découvert sur Tumblr. ».
La Dark Academia a également été qualifiée d'eurocentrique.

### Cottagecore

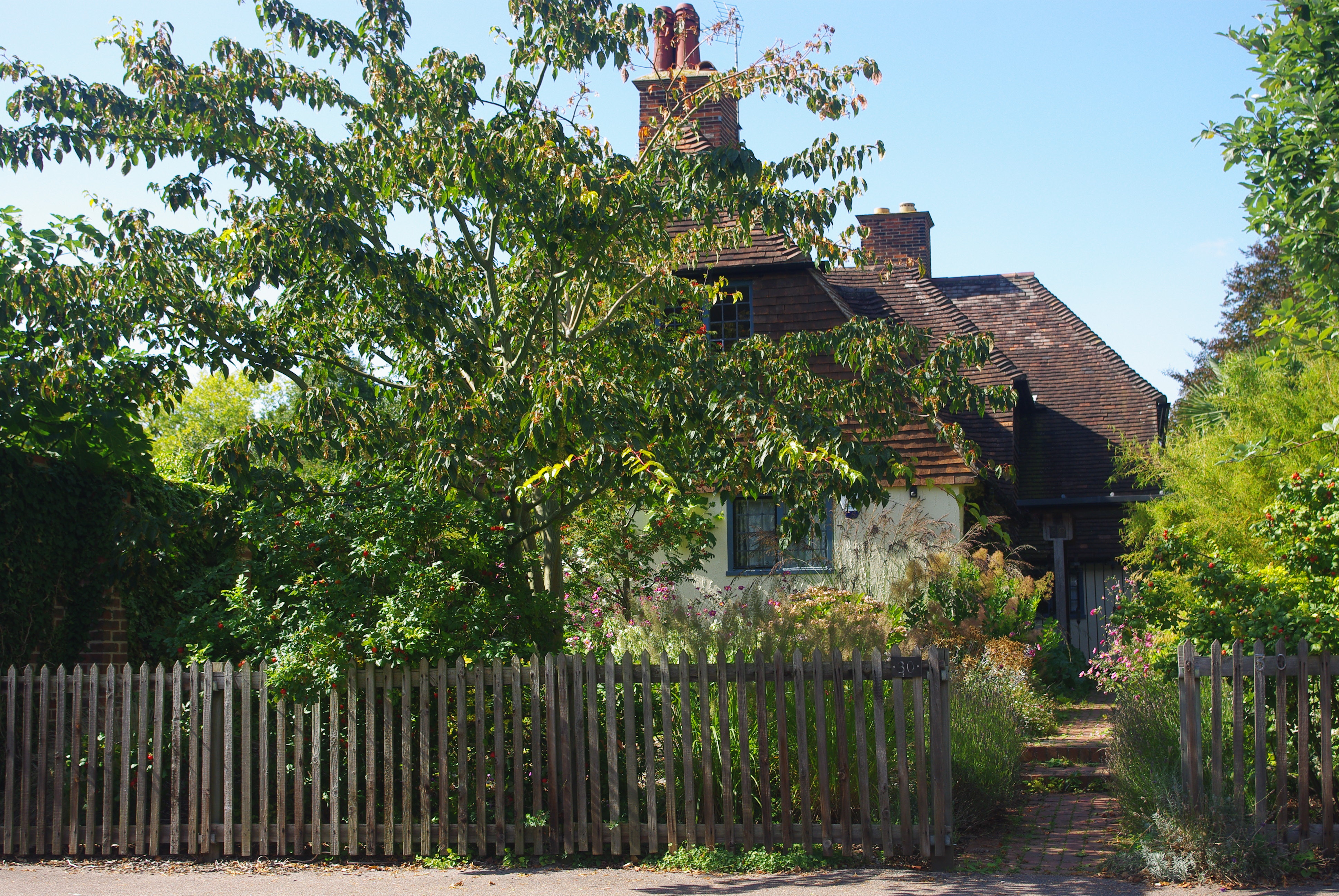
Cottagecore

Le Cottagecore est une aesthetic popularisée par les adolescents et les jeunes adultes romançant la vie rurale centrée sur les vêtements ruraux traditionnels, la décoration intérieure et l' artisanat comme le dessin, la pâtisserie et la poterie. Le terme pour l'aesthetic a été inventé en 2018 sur Tumblr. L'aesthetic a gagné en popularité pendant la pandémie de COVID-19 en 2020 en raison des forces économiques et d'autres défis auxquels ces jeunes sont confrontés peut être un moteur important de cette tendance, ainsi que l'accent mis par ces générations sur la durabilité et la tendance récente au travail à domicile (initialement pendant la pandémie).

### E-Kid
L'aesthetic E-Girl et E-Boy a gagné en popularité sur TikTok en 2019. C'est une évolution de la mode emo, scène et centre commercial combinée à la mode de rue japonaise (telle que la mode anime, cosplay, kawaii et lolita ) et à la mode K-pop,. Selon Business Insiderles termes ne sont pas spécifiques à un sexe, se référant plutôt à deux styles de mode distincts.

### Indie kid
Popularisée courant 2020 sur les plateformes de réseaux sociaux comme Instagram et TikTok, l'aesthetic indie kid se caractérise par des photos très saturées  avecdes crop tops, des jeans, des jupes de tennis, des hauts moulants, des polos, et des baskets.

### Fairycore
La Fairycore est une aesthetic axée sur l'imagerie et la mode liées aux fées,. Elle se concentre sur des couleurs neutres et terreuses, des palettes de couleurs sombres avec des jupes, de la dentelle, des collants déchirés, des rubans, des chandails tricotés, des jambières et des corsets, et certaines peuvent aussi porter des ailes à sangles et des oreilles pointues, .

### Clean girl
Popularisée en 2022 sur TikTok, La Clean girl est une aesthetic mettant en scène des jeunes filles sportives en Haut court avec un pantalon de taille haute et des bijoux en or.
Certaines de ces aesthetics en ligne ont suscité des critiques. En mai 2021, certains utilisateurs de TikTok ont lancé l'aesthetic satirique "Americancore" pour se moquer de ceux qui se réfèrent aux cultures d'Asie de l'Est comme aesthetics, en particulier les termes Japancore et Kawaiicore. La tendance cible spécifiquement ceux qui se rendent dans les épiceries asiatiques pour filmer des vidéos,. Morgan Sung décrit la tendance Americancore comme « l'orientalisme inversé à son meilleur ». En revanche, Kyle Chayka du The New Yorker déclare : 
L'aesthetic Clean Girl est critiquée  notamment pour avoir promu les femmes minces et riches au premier plan en tant que figure ambitieuse prééminente sur TikTok,,. Amal Abdi de Refinery29 a déclaré :  
.